# Adam Świerkocz
Adam Mirosław Świerkocz, ook gespeld als Świerkosz (Prudnik, 15 december 1964) is een Pools brigadegeneraal bij de Luchtmacht van de Poolse Republiek.
Hij begon zijn militaire carrière aan de Poolse Luchtmacht Universiteit in Dęblin, waar hij in 1987 afstudeerde. Hij vervulde diverse rollen, beginnend als piloot en vluchtcommandant, en klom later op tot commandoposities zoals het leiden van het 10e Tactische Squadron en de 21e Tactische Luchtmachtbasis. Zijn expertise omvatte luchtoperaties, crisismanagement en NAVO-gerichte trainingsprogramma's, en bevorderde Pools-Amerikaanse pilotenuitwisselingen. In 2007 werd hij bevorderd tot brigadegeneraal en in 2008 ging hij in reserve.

## Onderscheidingen
- Kruis van Verdienste:
  - in Brons (2002)[3]
  - in Zilver (2005)[4]